# Lermilla
Lermilla es una Entidad Local Menor situada en la provincia de Burgos, en la comunidad autónoma de Castilla y León (España), concretamente en la comarca de Alfoz de Burgos, pertenece al ayuntamiento de Merindad de Río Ubierna.

## Demografía
En 2006 contaba con 6 habitantes.

## Situación geográfica
Está situada a 22 kilómetros al norte de la capital del municipio, Sotopalacios, en el valle del río Homino; afluente del Oca que nace en Quintanajuar, junto a la localidad de Quintanarruz.
El pueblo se encuentra a una altitud de 773 metros sobre el nivel del mar.

## Comunicaciones
- Ferrocarril: Hasta su cierre en 1985 el municipio contaba con una estación del ferrocarril Santander-Mediterráneo.

## Historia
Lermilla es una localidad que formaba parte de la Cuadrilla de Rojas en el partido de Merindad de Bureba; uno de los catorce que formaban la Intendencia de Burgos, durante el período comprendido entre 1785 y 1833, en el Censo de Floridablanca de 1787: Jurisdicción de Realengo, alcalde ordinario.
Antiguo municipio de Castilla la Vieja en el partido Briviesca que en el censo de la matrícula catastral contaba con 14 hogares y 56 vecinos. 
Entre el censo de 1857 y el anterior, este municipio desapareció porque se integró en el municipio 09291 Quintanarruz.
Posteriormente se integró en la Merindad de Río Ubierna.

### Descripción en el Diccionario Madoz
Así se describe a Lermilla en el tomo X del Diccionario geográfico-estadístico-histórico de España y sus posesiones de Ultramar, obra impulsada por Pascual Madoz a mediados del siglo XIX:

LERMILLA: villa en la provincia, diócesis, audiencia territorial y capitanía general de Burgos (6 leguas), partido judicial de Briviesca (5) y ayuntamiento de Quintanarruz; Situada en llano bien ventilado aunque defendida por el poniente por una cuesta que extendiéndose en dirección al N va a enlazarse con la de Poza. Tiene 19 casas de un solo piso medianamente construidas y con una regular distribución interior, las cuales sin embargo de estar reunidas no forman calles ni plaza; una iglesia parroquial (San Esteban Protomártir) servida por un cura párroco y un sacristán, siendo aquel de provisión ordinaria; y un cementerio en los afueras de la población rodeado de paredes de mala construcción; los habitantes se surten de aguas para beber y demás usos del río Homino. Confina el término N con el despoblado de San Pedro del Cañucar; E Arconada y Valdearnedo; S Quintanarruz, y O Hontomín. El terreno es pedregoso y poco fértil, participando de monte y llano de labor en casi su totalidad; le cruza el expresado río Omino que corre inmediato a la población, dejando esta a su margen izquierdo, el cual nace en el término jurisdicción de Hontomín (partido judicial de Burgos) y entra en el río Oca en la jurisdicción de Terminón; es de escaso caudal aunque perenne, y dirige su curso de S a N. Caminos: los de pueblo a pueblo. Producciones: trigo, cebada, avena, legumbres y algo de lino; ganado lanar y vacuno en corto número, y caza de perdices y liebres. Industria: la agrícola. Población: 14 vecinos, 56 almas. Capital productivo: 297.300 reales. Imponible: 29.380. Contribución: 681 reales 4 maravedíes.
Diccionario geográfico-estadístico-histórico de España y sus posesiones de Ultramar